# Carlos Barreto
Carlos Eduardo Barreto Silva (ur. 8 sierpnia 1994 w Vinhedo) – brazylijski siatkarz, reprezentant Brazylii, grający na pozycji przyjmującego. 
W marcu 2017 roku został zawieszony za naruszenie przepisów antydopingowych na okres jednego roku. W sezonie 2017/2018 z tego powodu nie mógł grać.

## Sukcesy klubowe
Klubowe Mistrzostwa Świata:
- 2013, 2015

Puchar Brazylii:
- 2014

Klubowe Mistrzostwa Ameryki Południowej:
- 2014
- 2015

Mistrzostwo Brazylii:
- 2014, 2015

Superpuchar Brazylii:
- 2014

Mistrzostwo Zjednoczonych Emiratów Arabskich:
- 2023
- 2021

Puchar Arabii Saudyjskiej:
- 2022

Mistrzostwo Arabii Saudyjskiej:
- 2024, 2025[2]
- 2022

Igrzyska Saudyjskie:
- 2023
- 2024

## Sukcesy reprezentacyjne
Mistrzostwa Ameryki Południowej Juniorów:
- 2012

Puchar Panamerykański U-23:
- 2012

Mistrzostwa Świata Juniorów:
- 2013[3]

Igrzyska Panamerykańskie:
- 2015[4]
- 2019

Puchar Panamerykański:
- 2015

Mistrzostwa Ameryki Południowej:
- 2015

Mistrzostwa Świata:
- 2018

## Nagrody indywidualne
- 2019: Najlepszy przyjmujący Igrzysk Panamerykańskich